# Магнітна інверсія Брюнес — Матуяма
Магнітна інверсія Брюнес-Матуяма — остання відома інверсія магнітного поля Землі, що відбулася близько 781 тис. років тому 

. 
Названа на честь геофізиків Бернара Брюнеса та Мотонорі Матуями.

## Тривалість
Оцінки тривалості цієї інверсії різні. 
Робота 2004 року оцінює її в кілька тисяч років 
, 
роботи 2010 і 2014 років року вважають, що вона відбулася всього за кілька десятиліть 

, 
а робота 2019 року оцінює її в 22 000 років 

.
Ці оцінки залежать від матеріалу палеомагнітних проб 
, 
на основі яких вони робилися, і можуть відрізнятися на порядки залежно від магнітної широти місць взяття проб та локальних ефектів недипольних компонентів магнітного поля Землі в цих місцях під час інверсії 
.

## Значення
Інверсія Брюнес — Матуяма — глобальна межа і точка у розподілі на стратиграфічні одиниці, обрана Міжнародною комісією зі стратиграфії, як маркер початку середнього плейстоцену
. 
Вона корисна при датуванні кернів океанічних порід та продуктів субаеральне виверження. 
Існує вкрай спекулятивна теорія, що пов'язує цю подію з великим Австралазійським полем розсіювання тектитів, викинутих при падінні великого метеорита близько 790 тисяч років тому 

попри те, що причини двох цих подій майже напевно не пов'язані, і їхнє сусідство в часі є лише випадковим збігом.